# Hjalmar Smitt
Hjalmar Ertman Smitt, född den 7 mars 1866 i Västervik, död den 7 juli 1917 i Stockholm, var en svensk militär. Han var son till Johan Daniel Smitt och bror till Gerda Assarsson.
Smitt blev underlöjtnant vid fortifikationen 1888, löjtnant där 1894, kapten där 1903 och major där 1912. Han var fortifikationsofficer vid VI. arméfördelningens stab 1906–1910, fortifikationsbefälhavare på Vaxholms och Oskar-Fredriksborgs fästningar 1911–1914 och chef för Svea ingenjörkår 1915. Smitt befordrades till överstelöjtnant i fortifikationen sistnämnda år. Han blev riddare av Svärdsorden 1907. 
Smitt mördades i sitt hem av en okänd man, som senare visade sig vara en tysk inbrottstjuv. Smitt vilar på Norra begravningsplatsen utanför Stockholm.